# Torviscosa
Torviscosa is een gemeente in de Italiaanse provincie Udine (regio Friuli-Venezia Giulia) en telt 3116 inwoners (31-12-2004). De oppervlakte bedraagt 48,2 km², de bevolkingsdichtheid is 67 inwoners per km².
De volgende frazioni maken deel uit van de gemeente: Malisana.

## Geschiedenis
De huidige plaats ontstond in 1938 na drooglegging van de moerassen. Hiermee was men vanaf 1927 bezig geweest. Er werd een fabriek gevestigd, waar men pijlriet verwerkte tot cellulose. De cellulose werd verder bewerkt tot kunstvezel. Dit alles geschiedde in het kader van de autarkiepolitiek van het Italiaans fascisme van de jaren dertig. De fascisten gebruikten de mijlpalen in de opbouw van Torviscosa als aanleiding voor bijeenkomsten, gedichten en films.
Torviscosa is een interessant voorbeeld van rationalistische stadsplanning uit de jaren dertig. Geestelijk vaders van Torviscosa waren de industrieel Franco Marinotti (1891-1966) en de architect Giuseppe de Min. De naam Torviscosa is samengesteld uit de oude naam Torre di Zuino (Toren van de Zuina (een rivier)) en de kunstvezel viscose. Samen met Latina, Tresigallo, Alghero, Arborea en Predappio behoort Torviscosa tot een verbond van steden met een fascistische opzet uit het tijdvak 1928-1942.

## Demografie
Torviscosa telt ongeveer 1253 huishoudens. Het aantal inwoners daalde in de periode 1991-2001 met 5,1% volgens cijfers uit de tienjaarlijkse volkstellingen van ISTAT.
| Jaar | Inwoneraantal |
| ---- | ------------- |
| 1991 | 3402          |
| 2001 | 3230          |

## Geografie
Torviscosa grenst aan de volgende gemeenten: Bagnaria Arsa, Cervignano del Friuli, Gonars, Grado (GO), Porpetto, San Giorgio di Nogaro, Terzo d'Aquileia.

## Fotogalerij

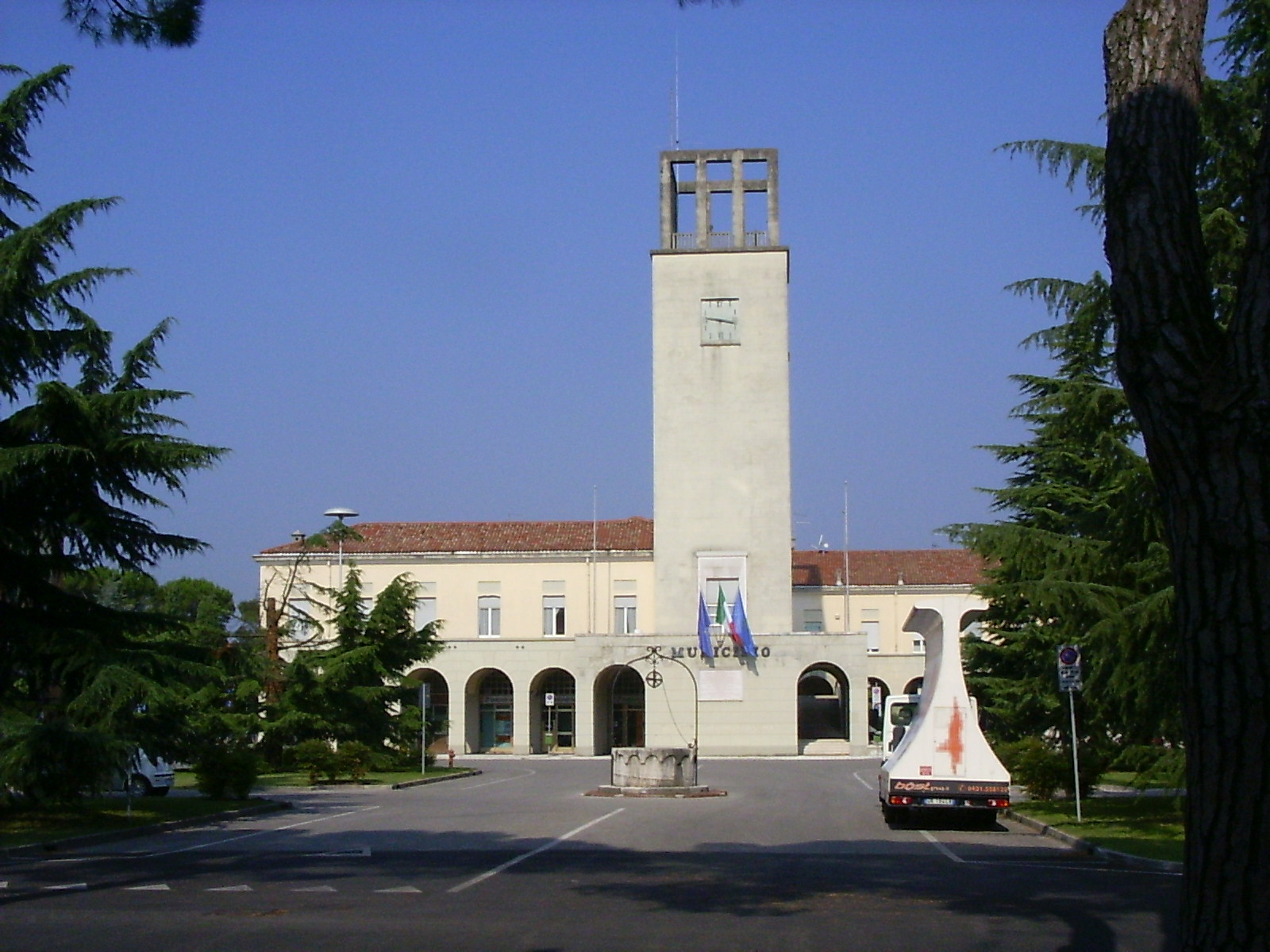
Stadhuis
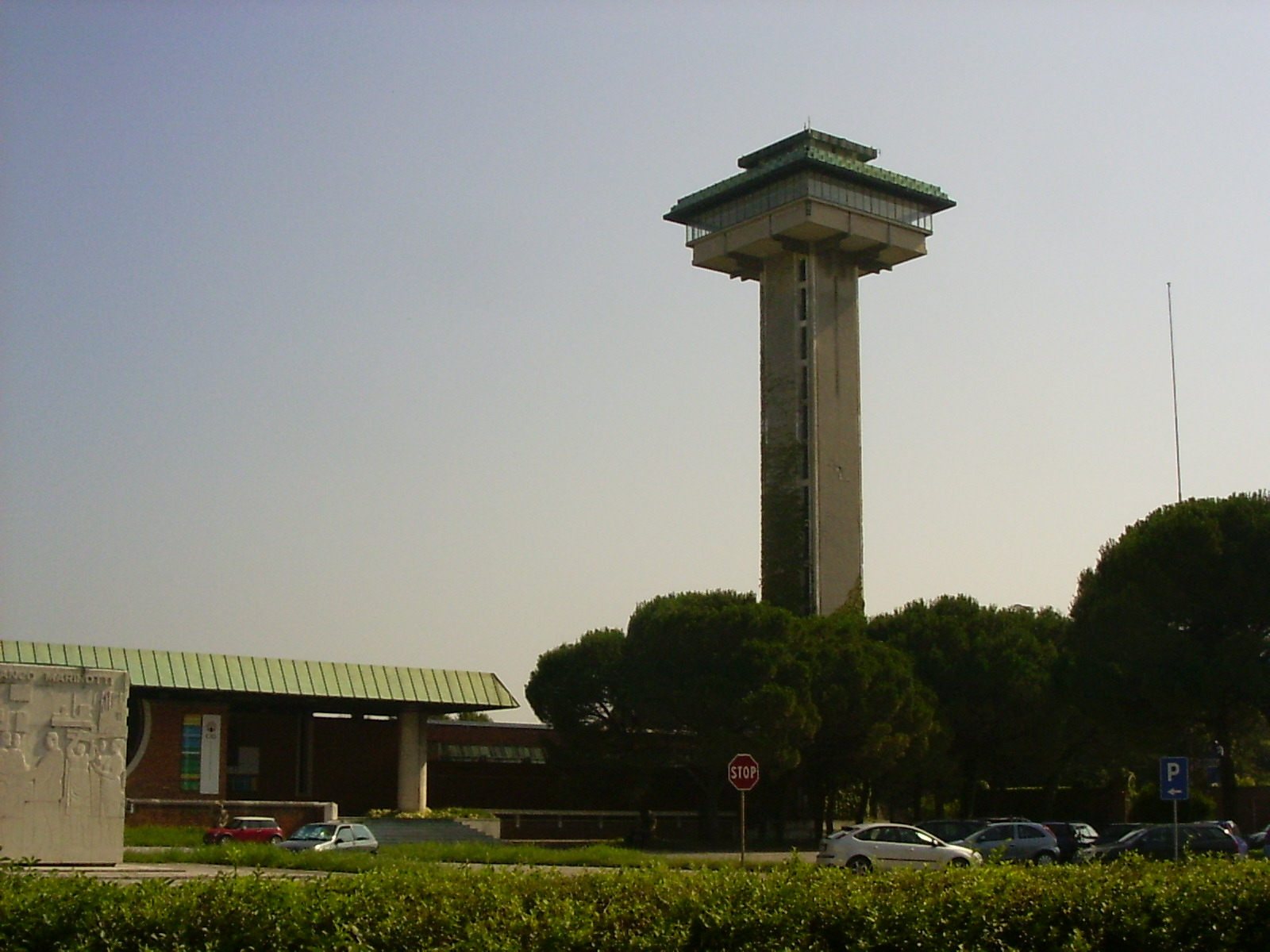
Museumtoren
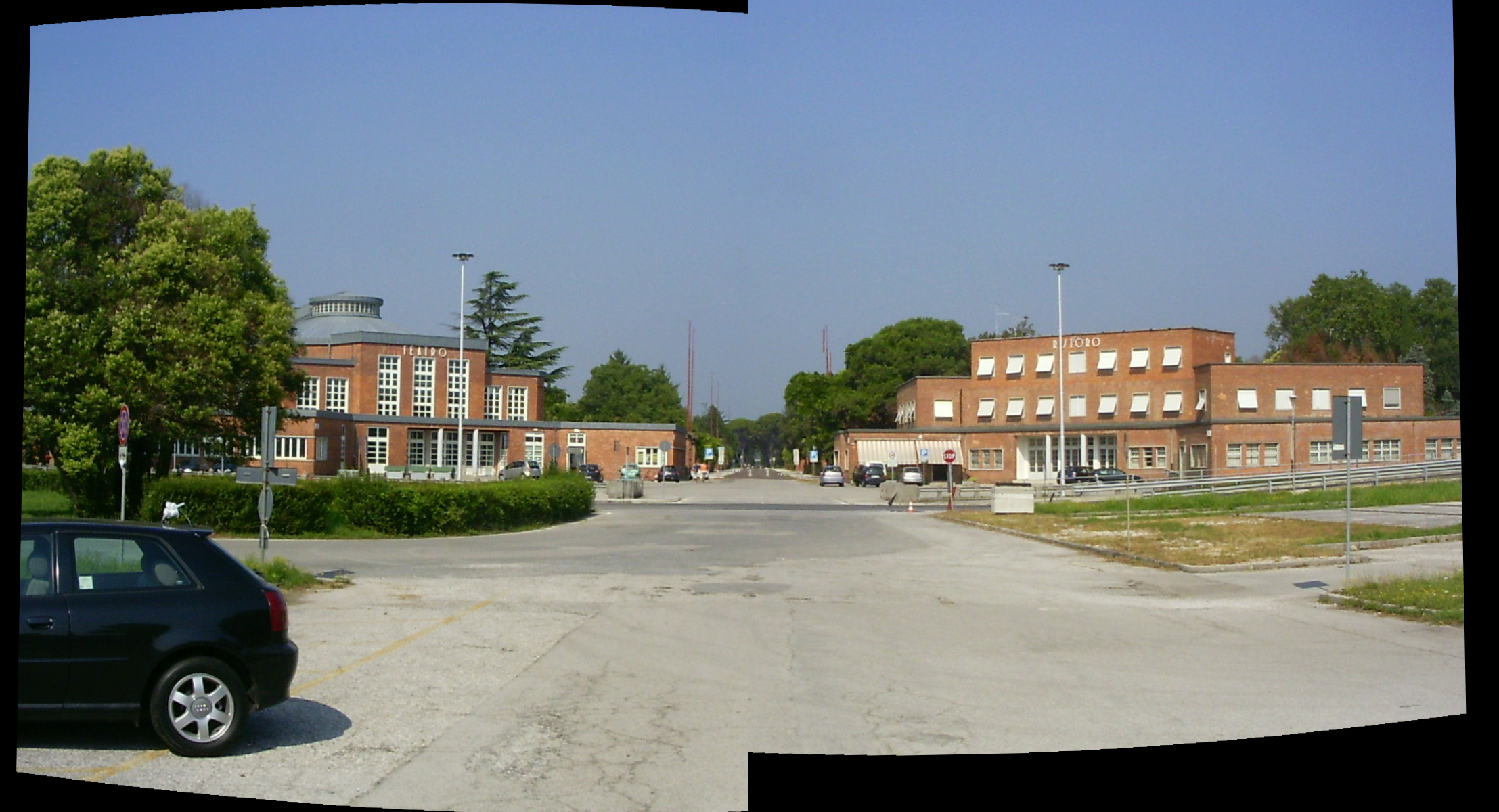
Bioscoop en ontspanningsgebouw
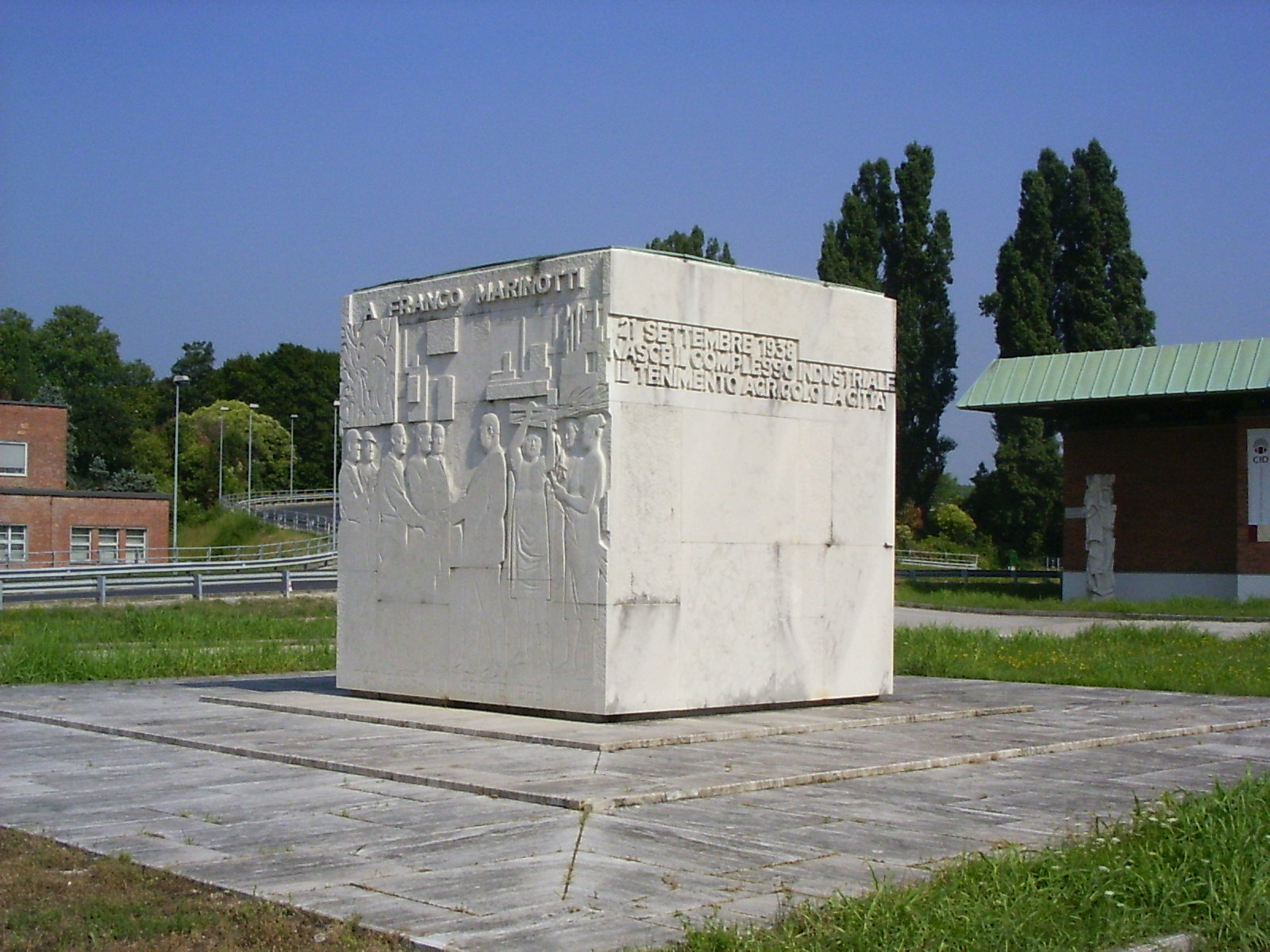
Marinotti-monument
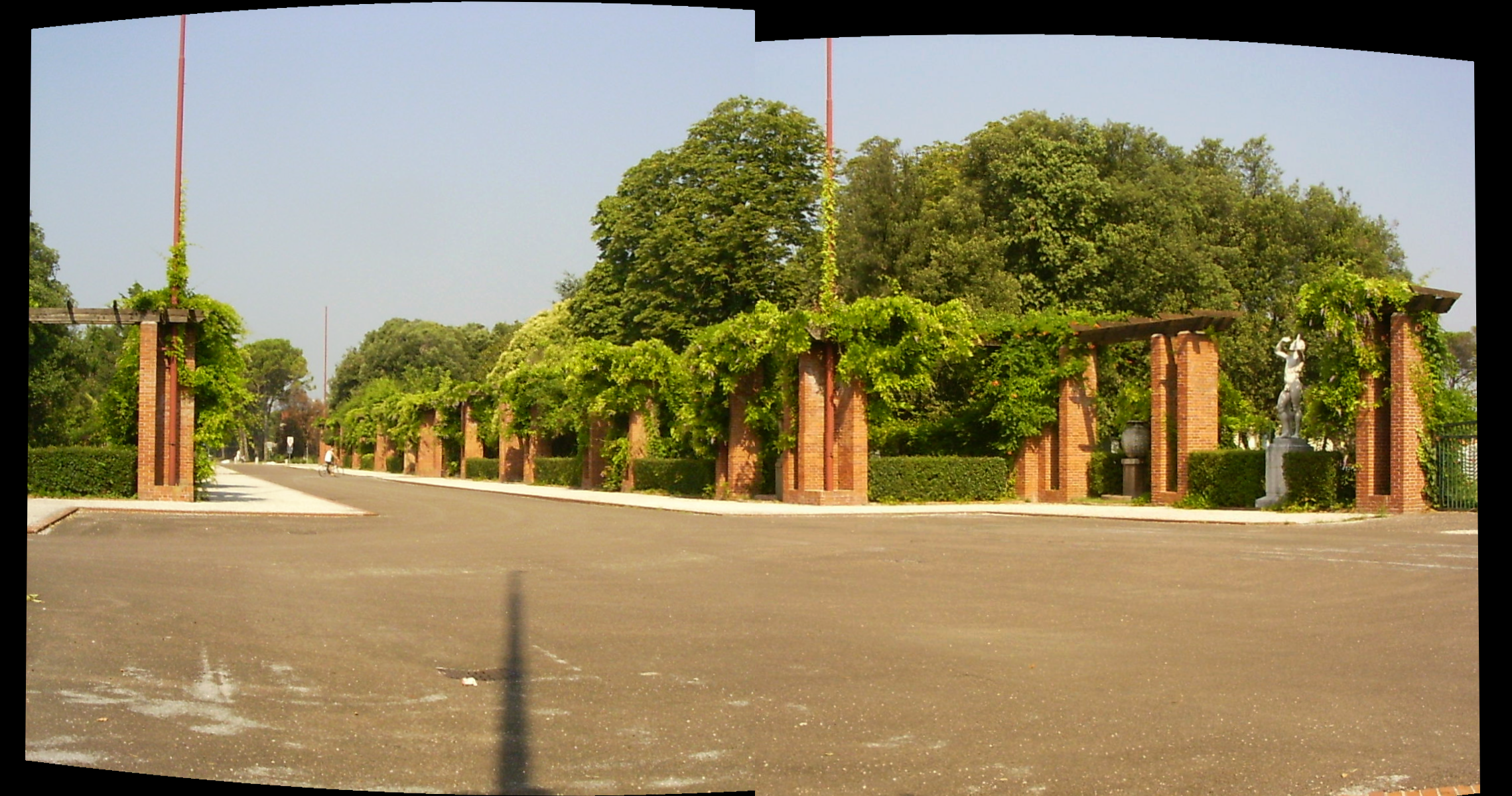
Park